# Dobrošani
Dobrošani (makedonsky: Доброшани) je vesnice v Severní Makedonii. Nachází se v opštině Štip ve Východním regionu.

## Demografie
Podle sčítání lidu z roku 2002 žije ve vesnici 8 obyvatel, všichni se hlásí k valašské národnosti.
| Rok          | 1948 | 1953 | 1961 | 1971 | 1981 | 1991 | 1994 | 2002 |
| ------------ | ---- | ---- | ---- | ---- | ---- | ---- | ---- | ---- |
| Obyvatelstvo | 290  | 333  | 273  | 188  | 63   | 27   | 13   | 8    |